# Eindhoven repülőtér
A Eindhoven repülőtér (IATA: EIN, ICAO: EHEH) nemzetközi repülőtér Eindhovenben, Hollandiában.

## Légitársaságok és célállomások
| Légitársaság            | Célállomások |
| ----------------------- | --- |
| Arkefly                 | Szezonális: Antalya |
| Corendon Airlines       | Antalya Szezonális: Bodrum |
| Corendon Dutch Airlines | Szezonális: Antalya, Ohrid |
| Jetairfly               | Nador |
| Onur Air                | Szezonális: Antalya, İzmir |
| Ryanair                 | Alghero, Alicante, Bergamo, Brindisi, Catania, Dublin, Faro, Fez, Girona, Gran Canaria, Kraków, Lanzarote, Lisszabon, London-Stansted, Madrid, Málaga, Malta, Manchester, Marrakesh, Marseille, Pisa, Porto, Reus, Rome-Ciampino, Sevilla, Tenerife-South, Treviso, Torinó, Varsó-Modlin Szezonális: Carcassonne, Chania, Korfu, Ibiza, Knock, Murcia, Palma de Mallorca, Trapani |
| Transavia.com           | Alicante, Athén, Barcelona, Berlin-Tegel, Bologna, Faro, Gran Canaria, Innsbruck, Istanbul-Sabiha Gökçen, Lisszabon, Madrid, Málaga, Nápoly, Nizza, Valencia Szezonális: Antalya, Bodrum, Koppenhága, Dalaman, Heraklion, Ibiza, Kos, Palma de Mallorca, Rodosz, Salzburg, Velence-Marco Polo                                                                                     |
| Wizz Air                | Belgrád, Brno, Bukarest, Budapest, Cluj-Napoca, Debrecen, Gdańsk, Katowice, Poznan, Riga, Szkopje, Sofia, Tuzla, Vilnius, Varsó-Chopin, Wrocław |

## Forgalom
Az utasforgalom az elmúlt években az alábbi módon változott:
| Utasok száma | 268 965 | 340 606 | 427 696 | 972 834 | 1 666 417 | 2 664 078 | 3 956 364 | 4 780 197 | 6 780 775 | 6 330 599 |
|              | 1997    | 2000    | 2003    | 2005    | 2008      | 2011      | 2014      | 2016      | 2019      | 2022      |